# Phyllocycla pegasus
Phyllocycla pegasus – gatunek ważki z rodziny gadziogłówkowatych (Gomphidae). Występuje na terenie Ameryki Południowej.